# Odontopera bowateri
Odontopera bowateri är en fjärilsart som beskrevs av Edward Alfred Cockayne 1952. Odontopera bowateri ingår i släktet Odontopera och familjen mätare. Inga underarter finns listade i Catalogue of Life.